# Contea di Brooks (Texas)
La contea di Brooks (in inglese Brooks County) è una contea dello Stato del Texas, negli Stati Uniti. La popolazione al censimento del 2010 era di 7 223 abitanti Il capoluogo di contea è Falfurrias. Il nome della contea deriva da James Abijah Brooks, un Texas Ranger e legislatore.
La contea ha dei seri problemi di immigrazione; i collaboratori dello sceriffo sono spesso l'unica linea difensiva dei residenti, che devono fare i conti con le razzie di cibo e acqua nelle loro case e con i crimini violenti commessi dagli immigrati.

## Geografia fisica
| Anno | Popolazione | ±%    |
| ---- | ----------- | ----- |
| 1920 | 4,560       |       |
| 1930 | 5,901       | 29.4% |
| 1940 | 6,362       | 7.8%  |
| 1950 | 9,195       | 44.5% |
| 1960 | 8,609       | −6.4% |
| 1970 | 8,005       | −7.0% |
| 1980 | 8,428       | 5.3%  |
| 1990 | 8,204       | −2.7% |
| 2000 | 7,976       | −2.8% |
| 2010 | 7,223       | −9.4% |

Secondo l'Ufficio del censimento degli Stati Uniti d'America la contea ha un'area totale di 944 miglia quadrate (2440 km²), di cui 943 miglia quadrate (2440 km²) sono terra, mentre 0,3 miglia quadrate (0,78 km²) sono costituiti da acque.

### Strade principali
- U.S. Highway 281
- Interstate 69C (in costruzione)
- State Highway 285
- Farm to Market Road 755

### Contee adiacenti
- Jim Wells County (nord)
- Kleberg County (nord-est)
- Kenedy County (est)
- Hidalgo County (sud)
- Starr County (sud-ovest)
- Jim Hogg County (ovest)
- Duval County (nord-ovest)

## Politica
Mentre lo stato del Texas è una roccaforte del partito repubblicano, Brooks County non ha mai votato per un candidato presidenziale repubblicano, fin dalla sua creazione nel 1911. Nelle elezioni presidenziali del 2004, la contea diede 1.820 voti al candidato democratico John Kerry e 844 al repubblicano George W. Bush.
Nel 2012 il 78,5% degli elettori della contea votò il presidente Obama, mentre solo il 21% votò per il candidato repubblicano Mitt Romney.